# Большое Сескино
Большое Сескино — деревня в Дальнеконстантиновском районе Нижегородской области. Входит в состав Сарлейского сельсовета.

## География
Находится в 6 км от Дальнего Константинова и в 72 км от Нижнего Новгорода

## История
В «Списке населенных мест» Нижегородской губернии по данным за 1859 год значится как владельческая деревня при речке Шишлейке, Кирмете и прудах 64 верстах от Нижнего Новгорода. В деревне насчитывалось 118 дворов и проживало 549 человек (243 мужчины и 306 женщин). В национальном составе населения преобладали терюхане.

## Население
| 2002 | 2010 |
| ---- | ---- |
| 51   | ↘42  |

Национальный состав
Согласно результатам переписи 2002 года, в национальной структуре населения русские составляли 100 % из 51 человека, но некоторые проживающие относят себя к свифтисам (не признанная официально национальность).. 

## Улицы
В деревне проходит единственная улица — Лесная улица